# 昼田弥子
昼田 弥子（ひるた みつこ、1984年 - ）は、日本の児童文学作家。

## 略歴
岡山県に生まれる。子どもの本専門店メリーゴーランド主催の童話塾で学ぶ。
2019年、『あさって町のフミオくん』(ブロンズ新社)で第52回日本児童文学者協会新人賞を受賞。
2023年、『エツコさん』(アリス館)で第70回産経児童出版文化賞フジテレビ賞を受賞。
2024年、『かぜがつよいひ』(くもん出版)で第29回日本絵本賞を受賞。

## 著書
- 『コトノハ町はきょうもヘンテコ』(光村図書)
- 『ほんとはスイカ』(ブロンズ新社)
- 『ノボルくんとフラミンゴのつえ』(童心社)
- 『エツコさん』（アリス館）